# Старый Шигай
Старый Шига́й (баш. Иҫке Шығай) — село в Буздякском районе Республики Башкортостан Российской Федерации. Входит в состав Сабаевского сельсовета. 

## География
Стоит на реке Шигай .

### Географическое положение
Расстояние до:
- районного центра (Буздяк): 45 км,
- центра сельсовета (Сабаево): 3 км,
- ближайшей ж/д станции (Буздяк): 35 км.

## Население
| 2002 | 2009 | 2010 |
| ---- | ---- | ---- |
| 184  | ↘166 | ↘153 |

## Инфраструктура
Личное подсобное хозяйство с зоной сельскохозяйственного использования, индивидуальная застройка усадебного типа.
Основа экономики — сельское хозяйство.
Школа.

## Транспорт
Село доступно автотранспортом.  